# تابع چندک

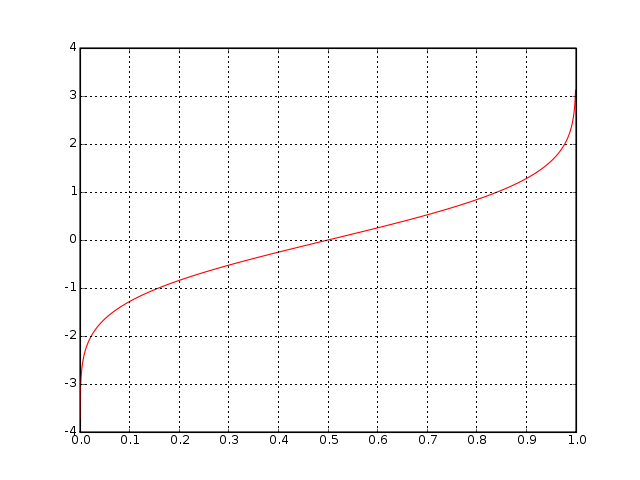
پروبیت همان تابع چندک برای توزیع نرمال است.

در آمار و احتمالات، تابع چندک (به انگلیسی: quantile function) مرتبط با توزیع احتمال یک متغیر تصادفی، مقدار متغیر تصادفی را طوری تعیین می‌کند که احتمال متغیر برای مقادیر کمتر یا مساوی آن مقدار، برابر احتمال داده شده باشد. از این رو به آن تابع درصد-نقطه یا تابع توزیع تجمعی وارون هم گفته می‌شود.

## تعریف
در مورد به یک تابع توزیع پیوسته و موکداً یکنواخت، برای مثال تابع توزیع تجمعی {\displaystyle F_{X}\colon R\to [0,1]} از متغیر تصادفی X، تابع چندک Q، «مقدار آستانه x» را بازمی‌گرداند به طوری که انتخاب تصادفی از یک .c.d.f (تابع توزیع تجمعی) داده شده به اندازه p درصد از مواقع اتفاق می‌افتد.
به زبان تابع توزیع F، تابع چندک Q مقدار x را به صورتی بازمی‌گرداند که
{\displaystyle F_{X}(x):=\Pr(X\leq x)=p.\,}

تابع توزیع تجمعی (به صورت F(x) نمایش یافته‌است) مقادیر p را به صورت تابعی از مقادیر q می‌دهد. تابع چندک کار وارون را انجام می‌دهد: این تابع مقادیر q را به صورت تابعی از مقادیر p می‌دهد.

راه دیگر بیان تابع چندک، که به توابع توزیع عمومی‌تر (نسبت به فقط پیوسته و موکداً یکنواخت) گسترش می‌یابد، به این صورت است:
{\displaystyle Q(p)\,=\,\inf \left\{x\in \mathbb {R} :p\leq F(x)\right\}}
که برای احتمال 0 < p < 1 برقرار است. در اینجا ما از این واقعیت استفاده کرده‌ایم که تابع چندک مقدار کمینه x را از بین همه مقادیری که مقدار c.d.f. شان از p بیشتر است را برمی‌گرداند، که این تعریف معادل بیانیه احتمال قبلی (اما در این حالت خاص که توزیع پیوسته باشد) است. توجه کنید که تابع زیرینه (اینفیموم) را می‌توان با تابع حداقل (مینیمم) جایگزین کرد، زیرا تابع توزیع راست-پیوسته و به صورت ضعیف یکنواخت صعودی است.
چندک تابع یکتای برآورده کننده نامساوی‌های گالویس است:
{\displaystyle Q(p)\leq x} اگر و فقط اگر {\displaystyle p\leq F(x)}
اگر تابع F پیوسته و به صورت مؤکد یکنواخت صعودی باشد، آنوقت نامساوی را می‌توان با مساوی جایگزین کرد، و این تساوی را داریم:
{\displaystyle Q=F^{-1}}
در کل اگرچه تابع توزیع F ممکن است وارون چپ و راست نداشته باشد، اما تابع چندک Q برای تابع توزیع، به صورت «به صورت تقریباً مطمئن وارون چپ» عمل می‌کند، در این مفهوم که:
{\displaystyle Q(F(X))=X} تقریباً حتمی است.

## مثال ساده
برای مثال تابع توزیع تجمعی نمایی (λ) (یعنی شدت λ و مقدار انتظاری (میانگین) ۱/λ) به اینصورت است:
{\displaystyle F(x;\lambda )={\begin{cases}1-e^{-\lambda x}&x\geq 0,\\0&x<0.\end{cases}}}
تابع چندک برای نمایی (λ) به وسیله یافتن مقدار Q که در آن {\displaystyle 1-e^{-\lambda Q}=p} است، نتیجه می‌شود:
{\displaystyle Q(p;\lambda )={\frac {-\ln(1-p)}{\lambda }},\!}
برای۰ ≤ p < 1. مقادیر چارک به اینصورت هستند:
چارک اول (p = 1/4){\displaystyle -\ln(3/4)/\lambda \,}
میانه (p = 2/4){\displaystyle -\ln(1/2)/\lambda \,}
چارک سوم (p = 3/4){\displaystyle -\ln(1/4)/\lambda .\,}

## کاربردها
از توابع چندک هم در کاربردهای آماری و هم در روش‌های مونت‌کارلو استفاده می‌شود.
تابع چندک یک روش تعیین یک توزیع احتمالی است، و جایگزینی برای تابع چگالی احتمال (pdf) یا تابع جرم احتمال، تابع توزیع تجمعی (cdf) و تابع مشخصه است. تابع چندک Q، برای یک توزیع احتمال، برابر وارون تابع توزیع تجمیعی F است. مشتق تابع چندک، با نام تابع چگالی چندک، هم روش دیگری برای تعیین توزیع احتمال است. این تابع وارون pdf ای است که توسط تابع چندک نوشته شده‌است.
برای کاربردهای آماری، کاربرها نیاز دارند که نقاط درصدی کلیدی یک توزیع معین را بدانند. برای مثال، آن‌ها به میانه، و چارک ۲۵٪ و ۷۵٪ نیاز دارند مثل مثال بالا، یا به مراحل ۵٪, ۹۵٪, ۲٫۵٪, ۹۷٫۵٪ برای کاربردهای دیگری مثل ارزیابی معنی‌داری آماری برای یک مشاهده که توزیع آن را می‌دانیم؛ ورودی چندک را ببینید. قبل از مردمی‌شدن رایانه‌ها، معمولاً در کتاب‌ها پیوست‌هایی برای جداول آماری که از تابع چندک نمونه‌برداری می‌کرد، وجود داشت. کاربردهای آماری توابع چندک به صورت گسترده توسط گیلچریست بحث شده‌است.
شبیه‌سازی مونت‌کارلو از توابع چندک برای ایجاد اعداد تصادفی غیریکنواخت یا شبه‌یکنواخت برای استفاده در انواع متنوعی از محاسبات شبیه‌سازی استفاده می‌کنند. یک نمونه از یک توزیع معین را در اصل می‌توان با اعمال تابع چندک آن به یک نمونه از توزیع یکنواخت به دست آورد. نیاز به روش‌های شبیه‌سازی، مثلاً در در مالی محاسباتی مدرن، توجه زیادی را به روش‌های مبتنی بر توابع چندک متمرکز کرده‌اند، همان‌طور که آن‌ها با فنون چندمتغیره مبتنی بر مفصل (کوپولا) یا روش‌های شبه مونت‌کارلو و روش‌های مونت‌کارلو در مالی به خوبی کار می‌کنند.

## محاسبه
ارزیابی توابع چندک معمولاً شامل روش‌های عددی است، مثل توزیع نمایی بالا، که یکی از اندک توزیع‌هایی است که یک برای آن یک عبارت فرم بسته می‌توان یافت (دیگر توزیع‌ها شامل توزیع یکنواخت، ویبول، لمبدا توکی (که شامل لوجیستیک است) و لاگ-لوجیستیک است). در موقعی که خود cdf یک عبارت فرم-بسته داشته باشد، همیشه می‌توان از یک الگوریتم پیداکردن ریشه عددی، مثل روش دوبخشی، برای وارون‌کردن cdf استفاده کرد. دیگر الگوریتم‌ها برای ارزیابی توابع چندک را می‌توان در سری کتاب‌های «دستورالعمل عددی» یافت. الگوریتم‌هایی برای توزیع‌های معمول در خیلی از پکیج‌های نرم‌افزار آماری ساخته شده‌اند.
توابع چندک را می‌توان به صورت راه‌حل معادلات معمولی غیرخطی و معادلات دیفرانسیل جزئی مشخصه‌بندی کرد. معادلات دیفرانسیل معمولی برای حالات توزیع‌های نرمال، استیودنت، بتا و گاما داده شده، و حل شده‌اند.